# کرونکر ۲۵۶۲۴
سیارک ۲۵۶۲۴ (به انگلیسی: 25624 Kronecker، نامگذاری:2000AK48) بیست و پنج هزار و ششصد و بیست و چهارمین سیارک کشف شده‌است که در ۶ ژانویه ۲۰۰۰ کشف شد.
قدر مطلق سیارک برابر ۱۲.۳ است.